# Prost Grand Prix
Prost Grand Prix was een Formule 1-team van de oud-coureur Alain Prost. Het team heeft aan slechts vijf seizoenen deelgenomen, tussen 1997 en 2001. Tijdens de eerste jaren (1997 - 1999) kon het team nog goed meedoen in de punten. De jaren daarna (2000, 2001) had het team moeite om sponsors te vinden en punten te scoren, en vocht het achterin met de teams van Arrows en Minardi

## Resultaten
| Kleur  | Resultaat                              |
| ------ | -------------------------------------- |
| Goud   | Winnaar                                |
| Zilver | Tweede plaats                          |
| Brons  | Derde plaats                           |
| Groen  | Gefinisht (punten behaald)             |
| Blauw  | Gefinisht (geen punten behaald)        |
| Blauw  | Niet geklasseerd (NC)                  |
| Paars  | Uitgevallen (DNF)                      |
| Rood   | Niet gekwalificeerd (DNQ)              |
| Zwart  | Gediskwalificeerd (DSQ)                |
| Wit    | Niet gestart (DNS)                     |
| Blanco | Gewond (INJ)                           |
| Blanco | Uitgesloten (EX)                       |
| Blanco | Teruggetrokken (WD) / Niet deelgenomen |
| P      | Poleposition                           |
| S      | Snelste ronde                          |

| Jaar | Chassis    | Motor           | Banden | Coureurs              | 1   | 2   | 3   | 4   | 5   | 6   | 7   | 8   | 9   | 10  | 11  | 12  | 13  | 14  | 15  | 16  | 17  | Punten | WK plaats |
| ---- | ---------- | --------------- | ------ | --------------------- | --- | --- | --- | --- | --- | --- | --- | --- | --- | --- | --- | --- | --- | --- | --- | --- | --- | ------ | --------- |
| 1997 | Prost JS45 | Mugen Honda V10 | B      |                       | AUS | BRA | ARG | SMR | MON | ESP | CAN | FRA | GBR | GER | HUN | BEL | ITA | AUT | LUX | JPN | EUR | 21     | 6e        |
| 1997 | Prost JS45 | Mugen Honda V10 | B      | Olivier Panis         | 5   | 3   | DNF | 8   | 4   | 2   | 11  |     |     |     |     |     |     |     | 6   | DNF | 7   | 21     | 6e        |
| 1997 | Prost JS45 | Mugen Honda V10 | B      | Jarno Trulli          |     |     |     |     |     |     |     | 10  | 8   | 4   | 7   | 15  | 10  | DNF |     |     |     | 21     | 6e        |
| 1997 | Prost JS45 | Mugen Honda V10 | B      | Shinji Nakano         | 7   | 14  | DNF | DNF | DNF | DNF | 6   | DNF | 11  | 7   | 6   | DNF | 11  | DNF | DNF | DNF | 10  | 21     | 6e        |
| 1998 | Prost AP01 | Peugeot V10     | B      |                       | AUS | BRA | ARG | SMR | ESP | MON | CAN | FRA | GBR | AUT | GER | HUN | BEL | ITA | LUX | JPN |     | 1      | 9e        |
| 1998 | Prost AP01 | Peugeot V10     | B      | Olivier Panis         | 9   | DNF | 15  | 11  | 16  | DNF | DNF | 11  | DNF | DNF | 15  | 12  | DNS | DNF | 12  | 11  |     | 1      | 9e        |
| 1998 | Prost AP01 | Peugeot V10     | B      | Jarno Trulli          | DNF | DNF | 11  | DNF | 9   | DNF | DNF | DNF | DNF | 10  | 12  | DNF | 6   | 13  | DNF | 12  |     | 1      | 9e        |
| 1999 | Prost AP02 | Peugeot V10     | B      |                       | AUS | BRA | SMR | MON | ESP | CAN | FRA | GBR | AUT | GER | HUN | BEL | ITA | EUR | MAL | JPN |     | 9      | 7e        |
| 1999 | Prost AP02 | Peugeot V10     | B      | Olivier Panis         | DNF | 6   | DNF | DNF | DNF | 9   | 8   | 13  | 10  | 6   | 10  | 13  | 11  | 9   | DNF | DNF |     | 9      | 7e        |
| 1999 | Prost AP02 | Peugeot V10     | B      | Jarno Trulli          | DNF | DNF | DNF | 7   | 6   | DNF | 7   | 9   | 7   | DNF | 8   | 12  | DNF | 2   | DNF | DNF |     | 9      | 7e        |
| 2000 | Prost AP03 | Peugeot V10     | B      |                       | AUS | BRA | SMR | GBR | ESP | EUR | MON | CAN | FRA | AUT | GER | HUN | BEL | ITA | USA | JPN | MAL | 0      | NC        |
| 2000 | Prost AP03 | Peugeot V10     | B      | Jean Alesi            | DNF | DNF | DNF | 10  | DNF | 9   | DNF | DNF | 14  | DNF | DNF | DNF | DNF | 12  | DNF | DNF | 11  | 0      | NC        |
| 2000 | Prost AP03 | Peugeot V10     | B      | Nick Heidfeld         | 9   | DNF | DNF | DNF | 16  | DSQ | 8   | DNF | 12  | DNF | 12  | DNF | DNF | DNF | 9   | DNF | DNF | 0      | NC        |
| 2001 | Prost AP04 | Acer V10        | M      |                       | AUS | MAL | BRA | SMR | ESP | AUT | MON | CAN | EUR | FRA | GBR | GER | HUN | BEL | ITA | USA | JPN | 4      | 9e        |
| 2001 | Prost AP04 | Acer V10        | M      | Jean Alesi            | 9   | 9   | 8   | 9   | 10  | 10  | 6   | 5   | 15  | 12  | 11  | 6   |     |     |     |     |     | 4      | 9e        |
| 2001 | Prost AP04 | Acer V10        | M      | Heinz-Harald Frentzen |     |     |     |     |     |     |     |     |     |     |     |     | DNF | 9   | DNF | 10  | 12  | 4      | 9e        |
| 2001 | Prost AP04 | Acer V10        | M      | Gaston Mazzacane      | DNF | 12  | DNF | DNF |     |     |     |     |     |     |     |     |     |     |     |     |     | 4      | 9e        |
| 2001 | Prost AP04 | Acer V10        | M      | Luciano Burti         |     |     |     |     | 11  | 11  | DNF | 8   | 12  | 10  | DNF | DNF | DNF | DNS |     |     |     | 4      | 9e        |
| 2001 | Prost AP04 | Acer V10        | M      | Tomáš Enge            |     |     |     |     |     |     |     |     |     |     |     |     |     |     | 12  | 14  | DNF | 4      | 9e        |